# Großer Pfaffenkopf
Der Große Pfaffenkopf ist ein 486 m ü. NHN hoher Berg im Mittleren Pfälzerwald, einem Teil des Pfälzerwaldes. Der Berg liegt auf der Waldgemarkung der Stadt Bad Dürkheim in Rheinland-Pfalz.

## Geographie

### Lage
Der Große Pfaffenkopf liegt im Biosphärenreservat Pfälzerwald-Vosges du Nord und im Naturpark Pfälzerwald. Der Berg ist Teil eines Gebirgszuges, der sich nördlich vom Isenachtal mit den Bergen Stüterberg (363,8 m ü. NHN), Stüterkopf (486,2 m ü. NHN), Großer Pfaffenkopf, Kleiner Pfaffenkopf (436,8 m ü. NHN) und Mainzer Berg (403,5 m ü. NHN) nach Süden zum Hochspeyerbachtal hinzieht. Sein Gipfel erhebt sich etwa 1,8 km westlich vom Drachenfels bzw. 2,4 km östlich von der Gemeinde Weidenthal. Im Westen ist der Berg durch das Glastal begrenzt. Hier entspringt der Kirschbach, der nach Norden fließend nach etwa 5 km in die Isenach mündet. Im Osten liegt das Drecktal. Der Drecktalbach mündet nördlich des Berges in den Kirschbach. Im Süden bildet der Sattel „Am abgebrochenen Jagdstein“ den Übergang zum Kleinen Pfaffenkopf.

### Naturräumliche Zuordnung
Der Große Pfaffenkopf gehört zum Naturraum Pfälzerwald, der in der Systematik des von Emil Meynen und Josef Schmithüsen herausgegebenen Handbuches der naturräumlichen Gliederung Deutschlands und seinen Nachfolgepublikationen als Großregion 3. Ordnung klassifiziert wird. Betrachtet man die Binnengliederung des Naturraums, so gehört sie zum Mittleren Pfälzerwald.
Zusammenfassend folgt die naturräumliche Zuordnung der Platte damit folgender Systematik:
1. Großregion 1. Ordnung: Schichtstufenland beiderseits des Oberrheingrabens
2. Großregion 2. Ordnung: Pfälzisch-Saarländisches Schichtstufenland
3. Großregion 3. Ordnung: Pfälzerwald
4. Region 4. Ordnung (Haupteinheit): Mittlerer Pfälzerwald

## Zugang und Wandern
Der Berg ist vollständig bewaldet. Zum Gipfel führt kein Wanderweg. Um den Berg verlaufen einige Forstwege. Ein markierter Wanderweg  führt von Frankenthal durch das Glastal zum Lambertskreuz. Hier liegt westlich am Berg das Forsthaus „Alte Glashütte“, eine Selbstversorgerhütte der Ortsgruppe Lambrecht des Pfälzerwald-Vereins. Es existieren noch einige Mauerreste einer ehemaligen Glashütte, auf die ein Ritterstein aufmerksam macht. Über den südlich gelegenen Sattel „Am abgebrochenen Jagdstein“ verlaufen Wanderwege vom Saupferch  beziehungsweise Isenachtal in Form des Fernwanderweg Staudernheim–Soultz-sous-Forêts  nach Weidenthal.